# کریستینا پلاساس
کریستینا پلاساس (اسپانیایی: Cristina Plazas‎؛ زادهٔ ۳۰ سپتامبر ۱۹۶۹) بازیگر اهل اسپانیا است.
از فیلم‌ها یا برنامه‌های تلویزیونی که وی در آن نقش داشته‌است، می‌توان به می‌خواهمت، سه قدم بالاتر از بهشت و مردان پاکو اشاره کرد.
وی همچنین برندهٔ جوایزی همچون جایزه انداس شده‌است.